# The Librarian: Quest for the Spear
The Librarian: Quest for the Spear er en amerikansk film fra 2004 og den blev instrueret af Peter Winther.

## Medvirkende
- Noah Wyle som Flynn Carsen
- Sonya Walger som Nicole Noone
- Bob Newhart som Judson
- Kyle MacLachlan som Edward Wilde
- Kelly Hu som Lana
- David Dayan Fisher som Rhodes
- Jane Curtin som Charlene
- Olympia Dukakis som Margie Carsen
- Lisa Brenner som Debra
- Mario Iván Martínez som Professor Harris